# Henri Jaspar
Pour les articles homonymes, voir Henri et Jaspar.
Henri Jaspar, né à Schaerbeek le 28 juillet 1870 et mort à Saint-Gilles-lez-Bruxelles le 15 février 1939, est un avocat et un homme d'État belge, membre du Parti catholique.

## Biographie
Henri Jaspar, né à Schaerbeek le 28 juillet 1870, est le fils de Pierre Jaspar, entrepreneur, et d'Élisabeth Haeseleer. Dans la seconde moitié du XIXe siècle, son père participe aux grands travaux voulus par le roi Léopold II de Belgique. Il épouse Gabrielle Barbier le 14 septembre 1895 à Schaerbeek. Il est le frère de Jules Jaspar, résistant lors de la Seconde Guerre mondiale dans le réseau Orchestre rouge et d'Ernest Jaspar, architecte attitré du baron Édouard Empain. Son neveu, Marcel-Henri Jaspar, a également été ministre dans l'entre-deux-guerres.
Il fait des études secondaires à l'Athénée de Bruxelles puis universitaires en droit à l'Université libre de Bruxelles (ULB). Il s'inscrit ensuite comme avocat au barreau de Bruxelles. Au cours de sa carrière d'avocat, il se consacrera à l'œuvre de la défense des enfants en justice. Il anticipe notamment la loi sur la protection de l'enfance de 1912 et l'Œuvre nationale de l'enfance.  Il assied également sa notoriété en plaidant à partir de 1911 en faveur des princesses Louise de Belgique et Stéphanie de Belgique dans leur procès contre l'État belge. Cette procédure judiciaire aboutira en janvier 1914 à un accord financier. 
Il devient le collaborateur du ministre de la Justice Jules Lejeune qui s'intéressait particulièrement à la protection de l'enfance. Avec quelques autres personnalités, ils créent à Bruxelles en 1892 la Société protectrice des enfants martyrs, future Société Royale Protectrice de l'Enfance, qui vient en aide aux enfants objets de maltraitance. 
Pendant la Première Guerre mondiale, il participe au Comité national de Secours et d'Alimentation où il organise les œuvres de l'Enfance. Il s'associe à cette occasion à Émile Francqui. Pendant la durée des hostilités, il adresse plusieurs protestations aux autorités allemandes contre les violations des droits des citoyens. Il est arrêté et interrogé à plusieurs reprises par celles-ci.
À la fin de la Première Guerre mondiale, il entre dans le gouvernement Delacroix I formé par le roi Albert Ierde Belgique à Lophem, où il devient ministre des Affaires économiques. En 1919, il est élu député de Liège et le restera jusqu'en 1936. En 1920, il est ministre de l'Intérieur, puis ministre des Affaires étrangères de 1920 à 1924. À ce poste, il participe également à la Conférence de paix de Paris. En 1924, il est nommé ministre d'État. 
Le roi Albert Ier ayant de nouveau fait appel à lui pour la constitution d'un gouvernement, il est Premier ministre de 1926 à 1931. Il siège à la Conférence de la Haye sur les réparations de 1929 et 1930. Il est ministre de l'Intérieur de 1926 à 1927 et en 1931, ministre de l'Intérieur et de la Santé publique. Il est également ministre des Colonies de 1927 à 1929 et de 1930 à 1931. S'agissant du Congo belge, il fonde en 1928 le Comité national du Kivu ainsi que l'Institut royal colonial, et il constitue le Fonds Reine Élisabeth d'assistance médicale aux indigènes.
À la demande de Charles de Broqueville, il est ministre des Finances d'octobre 1932 à juin 1934 et tente de lutter contre les effets de la crise de 1929. À la suite d'un remaniement du gouvernement de Broqueville II, il est finalement déchargé du ministère des Finances et est nommé ministre des Affaires étrangères de juin à novembre 1934. Il se retire alors progressivement de la politique. En novembre 1934, à la suite de la chute du gouvernement de Broqueville II, il quitte le gouvernement. En 1936, il  ne se représente plus à la Chambre des représentants. Il retrouve alors sa place au barreau. En 1939, lorsque le roi Léopold III lui demande de former un ministère, il doit entrer en clinique et il succombe à une embolie.
À la suite de son décès le 15 février 1939, des funérailles officielles avec les honneurs militaires ont lieu le 18 février 1939 à l'église de Saint-Gilles et il est inhumé au cimetière de Schaerbeek. 
Son nom est surtout lié à la protection des enfants, à la question des réparations dues par l'Allemagne à la suite des destructions provoquées par la Première Guerre mondiale, à l'occupation de la Ruhr par les troupes belges, ainsi qu'aux lois linguistiques de 1930.

## Hommages et distinctions
Il est nommé ministre d'État par le roi Albert Ier de Belgique en 1924. L'on trouve son buste dû à Eugène Jean de Bremacker au Palais de la Nation et un autre dû au sculpteur Égide Rombaux au Palais de Justice de Bruxelles. 
Une avenue porte son nom à Saint-Gilles et à Middelkerke ainsi qu'une maison de repos à Kraainem et un pensionnat à Watermael-Boisfort.
Il a reçu les distinctions suivantes :
- Grand cordon de l'ordre de Léopold en juillet 1936 (Belgique) ;
- Grand-croix de l'ordre de la Couronne en mai 1936 (Belgique)[9];
- Grand-croix de l'ordre du Christ en 1928 (Portugal).

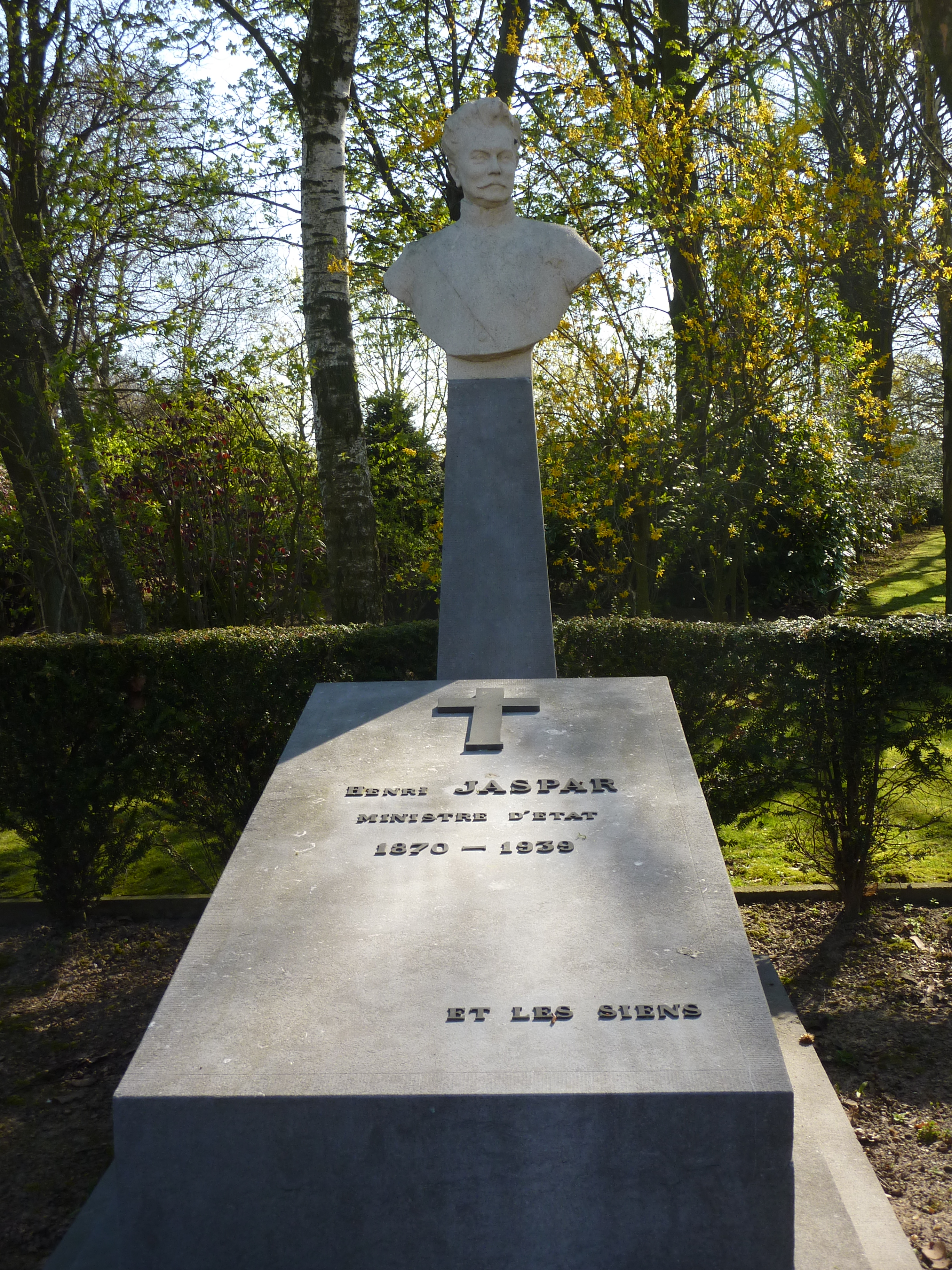
Tombe au cimetière de Schaerbeek